# 6606 Makino
6606 Makino eller 1990 UF är en asteroid i huvudbältet som upptäcktes den 16 oktober 1990 av den japanska astronomen Tsutomu Seki vid Geisei-observatoriet. Den är uppkallad efter den japanska botanikern Tomitarō Makino.
Asteroiden har en diameter på ungefär 14 kilometer.